# Telebasis dunklei
Telebasis dunklei là một loài chuồn chuồn kim trong họ Coenagrionidae.
Telebasis dunklei được miêu tả khoa học năm 1995 bởi Bick & Bick.